# Kajáta
Kajáta (szlovákul: Kojatice) község Szlovákiában, az Eperjesi kerület Eperjesi járásában. Luzsány és Kajátavölgy tartozik hozzá.

## Fekvése
Eperjestől 8 km-re, a Nagyszinye- és a Kisszinye-patakok összefolyásánál fekszik.

## Története
A régészeti leletek tanúsága szerint területén már az újkőkorban emberi település állt. A bükki kultúra embere élt ezen a vidéken.
A falut 1248-ban IV. Béla király oklevelében említik először. Ekkor lett a település a királyi tulajdonban levő nagysárosi uradalom része. Nem sokkal később adomány révén a Merse fia Benedek tulajdonát képező szinyei uradalom része lett. Az írott források 1282-ben „Kayatha”, 1312-ben „Kayata” néven említik. Még 1317-ben is a család birtoka, majd újra a királyé. A 15. században a Rozgonyiak a falu birtokosai. Az 1427-es adóösszeírásban 39 portát számláltak a településen. A 16. és 18. század között a jezsuitáké, akik 1784-ben felépítik a katolikus templomot. 1787-ben 31 házában 286 lakos élt.
A 18. század végén Vályi András így ír róla: „KAJATA. Kajatitze. Tót falu Sáros Várm. földes Ura a’ Tudományi Kintstár, az előtt az Eperjesi Jesovita Atyáknak birtokok vala, lakosai katolikusok, fekszik Berthóldhoz fél, Eperjeshez pedig 1 mértföldnyire, határjának egy része soványas, réttye tágas, legelője, és erdeje szűkségekre elég van.”
1828-ban 42 háza és 338 lakosa volt. Lakói földműveléssel, gabonakereskedelemmel foglalkoztak.
Fényes Elek 1851-ben kiadott geográfiai szótárában így ír a faluról: „Kajata, tót falu, Sáros vármegyében, Szinnyéhez 1/2 órányira: 421 kath., 41 evang., 4 zsidó lak., kik németek voltak, de eltótosodtak. 26 1/8 telek; 156 hold urasági szántóföld; 48 hold urasági rét; 440 h. erdő. F. u. az alapitv. kincstár. Ut. p. Eperjes.”
1920 előtt Sáros vármegye Eperjesi járásához tartozott.

## Népessége
| Év:            | 1994. | 2004.    | 2014.   | 2024.   |
| -------------- | ----- | -------- | ------- | ------- |
| Emberek száma: | 926   | 1021     | 1078    | 1158    |
| Eltérés:       |       | +10,25 % | +5,58 % | +7,42 % |

| Év:            | 2023. | 2024.   |
| -------------- | ----- | ------- |
| Emberek száma: | 1177  | 1158    |
| Eltérés:       |       | -1,61 % |

1910-ben 475, többségben szlovák lakosa volt, jelentős lengyel kisebbséggel.

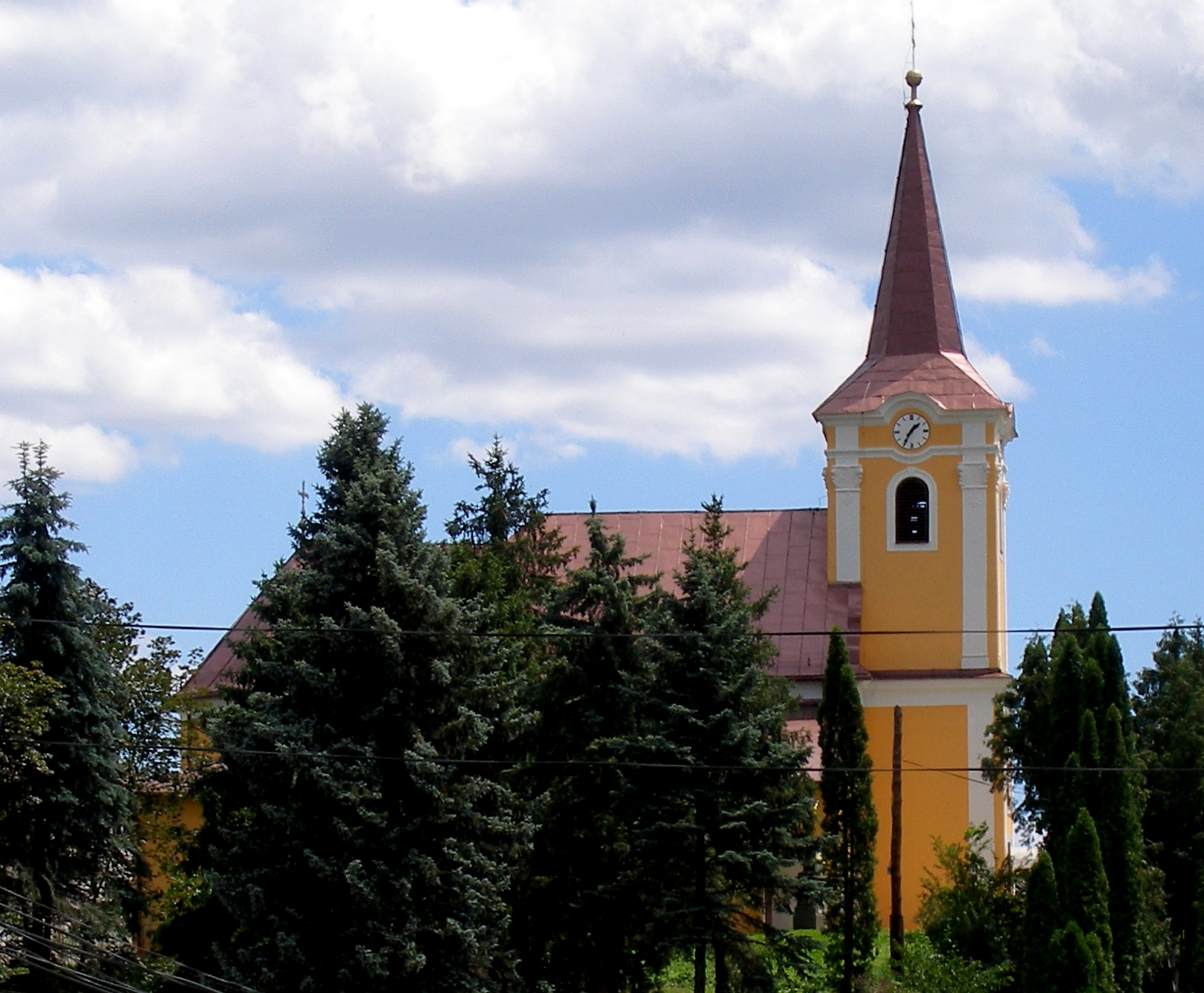
Kajáta - katolikus templom

2001-ben 964 lakosából 858 szlovák és 100 cigány volt.
2011-ben 1054 lakosából 904 szlovák és 135 cigány.

## Nevezetességei
- A falu közepén álló Szent András apostol tiszteletére szentelt, római katolikus temploma 1784-ben épült. 2004-ben megújították.
- Evangélikus temploma 2001-ben épült.
- Luzsány Szent Péter és Pál apostolok tiszteletére szentelt kápolnáját 1705-ben építették.

## Lásd még
- Kajátavölgy
- Luzsány